# Кристиан Август (Пфалц-Зулцбах)
Кристиан Август фон Зулцбах (на немски: Christian August von Sulzbach; * 26 юли 1622, Зулцбах; † 23 април 1708, Зулцбах) от фамилията Вителсбахи, е пфалцграф и херцог на Пфалц-Зулцбах от 1632 до 1708 г.

## Биография
Той е най-възрастният син и наследник на пфалцграф и херцог Август фон Пфалц-Зулцбах (1582 – 1632) и съпругата му Хедвиг (1603 – 1657), дъщеря на херцог Йохан Адолф фон Шлезвиг-Холщайн-Готорп и съпругата му Августа Датска, дъщеря на датския крал Фридрих II.
На 15 януари 1656 г. от Херцогство Пфалц-Нойбург се образува независимото Херцогство Пфалц-Зулцбах, последното от Вителсбахските княжества. Кристиан Аугуст е толерантен владетел. През 1666 г. той разрешава заселването на евреите. Зулцбах става духовен център. Създават се значими печатници на книги.
Той умира на 85 години през 1708 г. в Зулцбах и е погребан в църквата„ Успение Богородично“ в Зулцбах-Розенберг.
- Кристиан Август, 
1674
- Кристиан Август, 
ок. 1680

## Фамилия
Кристиан Август се жени на 3 април 1649 г. в Стокхолм за графиня Амалия от Насау-Зиген (* 2 септември 1613, Зиген; † 24 август 1669, Зулцбах), вдовица на Херман фон Врангел, дъщеря на граф Йохан VII фон Насау-Зиген. Те имат децата:
- Хедвиг (1650 – 1681)

∞ 1. 1665 ерцхерцог Сигизмунд Франц Австрийски (1630 – 1665)
∞ 2. 1668 херцог Юлий Франц (1641 – 1689) от Саксония-Лауенбург
- Амалия София (1651 – 1721), монахиня в Кьолн
- Йохан Август Хил (1654 – 1658)
- Кристиан Александер Фердинанд (1656 – 1657)
- Теодор Евстах (1659 – 1732), пфалцграф и херцог на Пфалц-Зулцбах (1708 – 1732)

∞ 1692 принцеса Мария Елеонора фон Хесен-Ротенбург (1675 – 1720)